# AugustuX
AugustuX és la primera distribució aragonesa del sistema operatiu GNU/Linux. Una distribució Linux està formada pel sistema operatiu i una sèrie de programes i eines. Actualment, AugustuX es basa en distribucions com Knoppix, Debian GNU/Linux i Metadistros de Hispalinux. La frase que millor reflecteix el seu esperit és El Linux fet en el món per a Aragó.

## Història d'AugustuX
La principal motivació d'AugustuX és la difusió del codi obert a Aragó. A principis de 2003 les Corts d'Aragó van aprovar, per unanimitat, una proposició no de ley de suport al codi obert. Es van concertar reunions amb el propòsit de conèixer millor les motivacions dels diferents grups parlamentaris. Per a aquestes trobades es va preparar una distribució del sistema operatiu GNU/Linux que van anomenar AugustuX com a joc de paraules entre l'antic nom de Saragossa, Caesaraugusta, i la mascota de Linux, el pingüí anomenat Tux.
Els iniciadors pretenien mostrar, amb un exemple concret, el codi obert que es pot desenvolupar a Aragó. Va tindre molt més èxit de l'esperat. No va tardar molt temps en què s'afegiren més desenvolupadors. En el grup de desenvolupament d'AugustuX qualsevol pot col·laborar amb dissenys, idees, programes, suport tècnic, proves de programes, suggeriments, presentacions.
En 2006 va entrar en fase de letargació sense grans desenvolupaments

## Com obtindre AugustuX
AugustuX es pot obtindre des del lloc web http://www.augustux.org/ Arxivat 2008-07-03 a Wayback Machine. o bé fent una còpia d'un altre CD que tinguem a mà. Se tracta d'un CDROM autoarrencable (no necessitem instal·lar res al nostre disc dur). Tan sols hem de poder iniciar l'ordinador des del CDROM. Així doncs, les principals característiques de AugustuX són la facilitat d'ús i el no haver d'instal·lar el sistema al disc dur per a poder utilitzar-lo. Els lectors de CDROM imposen una limitació en la velocitat, ja que són molt més lents que els habituals discs durs. Per això també existeix l'opció d'instal·lar AugustuX al disc dur.

## Característiques
- Modificat KDE amb KOffice i Konqueror com a navegador de xarxa;
- Xmms per al suport d'MPEG i MP3, així com el lector audios Ogg Vorbis;
- Programes informàtics per a accés a Internet com kppp i utilitats XDSI;
- GIMP;
- Eines per a la recuperació de les dades;
- Eines d'anàlisi de xarxa i administració;
- OpenOffice.org;
- Numerosos programes informàtics per a programar, en particular, amb CACHO com KDevelop.